# Viatodos, Grimancelos, Minhotães e Monte de Fralães
Viatodos, Grimancelos, Minhotães e Monte de Fralães (llamada oficialmente União das Freguesias de Viatodos, Grimancelos, Minhotães e Monte de Fralães) es una freguesia portuguesa del municipio de Barcelos, distrito de Braga.

## Historia
Fue creada el 28 de enero de 2013 en aplicación de una resolución de la Asamblea de la República de Portugal promulgada el 16 de enero de 2013 con la unión de las freguesias de Grimancelos, Minhotães, Monte de Fralães y Viatodos, pasando su sede a estar situada en la antigua freguesia de Viatodos.

## Demografía
| Gráfica de evolución demográfica de Viatodos, Grimancelos, Minhotães e Monte de Fralães entre 2011 y 2021 |
| |
| Datos según el nomenclátor publicado por el INE portugués.                                                |